# Передсеймовий сеймик
Передсеймовий сеймик — один з видів партикулярних (місцевих) зібрань шляхти, який скликалися і працював напередодні чергового вального сейму. Сеймик збирався для ознайомлення з королівською легацією, у якій йшлося про основні питання котрі мали б оговорюватися на найближчому вальному сеймі, а з середини XVII століття — обговорювалися ще й ті проблеми, які були актуальними для воєводства.
Як правило, ці зібрання скликалися королівським універсалом. Лише коли монарх порушував процедуру скликання сеймику і не видавав універсалу перед сеймом, сеймик скликав воєвода.
Порядок функціонування передсеймового сеймику, на якому обирали послів, визначився на кінці XVI століття. Тоді діяльність передсеймового сеймику передбачала три завдання:
- заслуховування і обговорення леґації — інструкції — «науки»;
- виборів послів на сейм;
- складання і затвердження інструкції послам від воєводства або ж повіту.

Присутні абсолютною більшістю обирали головуючого на сеймику — маршалка. Наступним кроком було введення в коло сеймикуючих леґата — королівського посланця. Згодом сенаторами виголошувалися промови (воти). Маршалок надавав слово присутній шляхті для висловлювання міркувань з тих чи інших питань. Далі відбувалося обирання більшістю голосів присутніх послів на сейм. Якщо передсеймовий сеймик було зірвано, то воєводство не могло брати участі у політичному житті держави та відстоювати свої інтереси, оскільки не було обрано послів.
Польський дослідник Єжи Влодарчик з приводу передсеймових сеймиків небезпідставно відстоював думку, що до них слід зараховувати також передконвокаційні і переделекційні, оскільки вони також займалися виборами послів на вальний сейм